# Upplands runinskrifter Fv1972;274D
Upplands runinskrifter Fv1972;274D är ett vikingatida runstensfragment av sandsten som hittades i Össeby kyrkoruin, Össeby-Garns socken och Vallentuna kommun. Fragmentet hittades 1971 tillsammans med elva andra runstensfragment i samband med restaureringsarbeten på Össeby kyrkoruin. Måtten på fragmentet är 53 gånger 40 centimeter. Fragmentet har tidigare haft signumet U Fv1972;274B.

## Inskriften
Translitterering av runraden:
...(u)n si... + ...
Normalisering till runsvenska:
... ... ...